# Bernard Davis
Bernard Davis (* 19. März 1893 in der Ukraine; † unbekannt) war ein US-amerikanischer Bankier und Philatelist.

## Werdegang
Davis studierte an der Temple University und erreichte später als Bankier beträchtlichen Wohlstand. Er sammelte Kunstgegenstände und Briefmarken. Im Dezember 1948 gründete er in Philadelphia das National Philatelic Museum.

## Ehrungen
- 1952: Verdienstkreuz (Steckkreuz) der Bundesrepublik Deutschland